# Pine Lawn
Pine Lawn è un comune degli Stati Uniti d'America, situato nello Stato del Missouri, diviso tra la contea di St. Louis.